# Guy Barruol
Guy Barruol, né le 10 juin 1934 à Mazan (Vaucluse), est un historien et archéologue français, qui a été directeur de recherches au CNRS, a dirigé le Centre archéologique de Lattes et a été directeur des Antiquités Historiques du Languedoc-Roussillon. Il est le fils de Jean Barruol (1897-1982), docteur en médecine et historien amateur, et de Geneviève de Boisséson.

## Biographie
Guy Barruol entre au Centre national de la recherche scientifique le 1er janvier 1962 en tant que stagiaire. Il est nommé attaché de recherche le 1er janvier 1963, puis chargé de recherche le 1er juillet 1967 et enfin maître de recherche le 1er janvier 1974.
Il poursuit sa carrière universitaire en tant que directeur de recherche de novembre 1985 à juin 2000, date à laquelle il est nommé directeur de recherche émérite. Il a été directeur des Antiquités Historiques du Languedoc-Roussillon de 1968 à 1982.
Membre dès sa fondation de l'association Alpes de Lumière, il en devient le président de 1978 à 1990, pendant les années où celle-ci met en place, au prieuré de Salagon à Mane (Alpes de Haute-Provence) un musée et centre de documentation et de recherche sur le patrimoine ethnologique de la haute Provence, complété par des jardins ethnobotaniques. Il est directeur des éditions Les Alpes de Lumière jusqu'en 2009.

## Publications
Il a rédigé seul ou avec ses étudiants, en tant que directeur de recherche, un nombre important d'ouvrages :
- Guy Barruol, Le prieuré et la nécropole rupestre de Carluc, in Actes du VIIe congrès de l'association Guillaume Budé, Paris, 1964, p. 431-433.
- Fernand Benoit, Henri Rolland, Pierre Martel, Guy Barruol et Jean Barruol, Les Monuments du haut Moyen Âge, inventaire paléochrétien et préroman de Haute-Provence, Ed. Les Alpes de Lumière, Saint-Michel-de-l'Observatoire, 1964.
- Guy Barruol, Les peuples préromains du Sud-Est de la Gaule : étude de géographie historique, Paris, Éd. de Boccard, 1969, Revue archéologique de Narbonnaise (RAN), Suppléments 1.
- Guy Barruol, Le Pays d'Apt - Milieu naturel, Alpes de Lumière, 1972.
- Guy Barruol, Du premier Âge du Fer à l'an 800, Éd. Circonscription des Antiquités Historiques de Languedoc-Roussillon, 1975.
- Guy Barruol et Jean-Maurice Rouquette, Itinéraires romans en Provence, Éd. Zodiaque, La Pierre-qui-Vire, 1978.
- Guy Barruol, Ganagobie (Le Monastère De Ganagobie), Éd. Weber, Paris, 1979.
- Guy Barruol et Jean-Pierre Peyron, Carluc : un prieuré roman, un pays de randonnées au cœur de la Haute-Provence, Mane, Les Alpes de Lumière, no 68, 1979.
- Guy Barruol, Provence Romane II, Éd. Zodiaque, La Pierre qui Vire, 1981.
- Guy Barruol, L'abbaye de Lure. Hier : le monument et son histoire ; ses filiales, prieurés et domaines. Aujourd'hui : un lieu d'accueil et de randonnées, Alpes de Lumière, 1985.
- Guy Barruol, Une dédicace inédite à Agonès, Hérault, Ed. du Centre National de la Recherche Scientifique, 1987.
- Guy Barruol, L'autel roman de l'ancienne cathédrale d'Apt (Vaucluse), Éd. Daupeley-Gouverneur, 1988.
- Guy Barruol, Dauphiné roman, Zodiaque, Collection Nuit Des Temps, no 77, 1992,  (ISBN 2736901932)
- Guy Barruol, Itinéraires romans en Provence, Éd. Zodiaque, La Pierre-qui-Vire, 1992.
- Guy Barruol, Les peuples préromains du Sud-Est de la Gaule - Étude de géographie historique, Éd. De Boccard, Paris, 1999.
- Guy Barruol, Roseline Bacou et Alain Girard, L’abbaye de Saint-André de Villeneuve-lès-Avignon, histoire, archéologie, rayonnement, Actes du colloque inter-régional tenu en 1999 à l'occasion du millénaire de la fondation de l'abbaye Saint-André de Villeneuve-lès-Avignon, Éd. Alpes de Lumières, Cahiers de Salagon no 4, Mane, 2001,  (ISBN 2-906162-54-X).
- Guy Barruol, Promenades en Provence romane, Éd. Zodiaque, La Pierre-qui-Vire, 2002
- Guy Barruol, Ganagobie, Mille ans d'un monastère en Provence, collectif sous la direction de Michel Fixot, Jean-Pierre Pelletier, Guy Barruol, Mane, Les Alpes de Lumière no 120-121, septembre 1996.
- Guy Barruol, André de Réparaz et Jean-Yves Royer, La montagne de Lure, encyclopédie d'une montagne en Haute-Provence, collectif sous la direction de Guy Barruol, Éd. Les Alpes de Lumière, juin 2004,  (ISBN 2906162701).
- Guy Barruol, Cécile Miramont, Denis Furestier et Catherine Lonchambon, La Durance de long en large : bacs, barques et radeaux dans l'histoire d'une rivière capricieuse, Les Alpes de lumière, Forcalquier, n° 149, 2005,  (ISBN 978-2-906162-71-6).
- Guy Barruol, Philippe Autran et Jacqueline Ursch, D’une rive à l’autre : les ponts de Haute-Provence de l’Antiquité à nos jours, Les Alpes de lumière no 153, Forcalquier, 2006,  (ISBN 2-906162-81-7).
- Guy Barruol, L'abbaye de Saint-Eusèbe de Saignon (Vaucluse) et ses dépendances : Histoire et Archéologie, Alpes de Lumière, 2006.
- Guy Barruol, Nerte Dautier, Bernard Mondon (coord.), Le mont Ventoux. Encyclopédie d'une montagne provençale, Alpes de Lumières, 2007,  (ISBN 978-2-906162-92-1).
- Guy Barruol et Nerte Dautier, Les Alpilles : Encyclopédie d'une montagne provençale, éd. Alpes de Lumière, Forcalquier, 2009,  (ISBN 978-2-906162-97-6),